# Klubbdyna
Klubbdyna (Podostroma alutaceum) är en svampart som först beskrevs av Christiaan Hendrik Persoon, och fick sitt nu gällande namn av George Francis Atkinson 1905. Podostroma alutaceum ingår i släktet Podostroma och familjen Hypocreaceae.   Inga underarter finns listade i Catalogue of Life.
I den svenska databasen Dyntaxa används istället namnet Hypocrea alutacea för samma taxon.  Arten är reproducerande i Sverige.